# Jalmari Peltonen
Jalmari Peltonen, född 17 augusti 1893 i Pyhäjärvi, död 16 juli 1969 i Helsingfors, var en finländsk arkitekt.
Jalmari Peltonen utbildade sig till arkitekt på Tekniska högskolan i Helsingfors 1915–22. Han arbetade därefter på Jussi Paatelas arkitektkontor och från 1925 i eget arkitektkontor. Från 1920 var han arkitekt på Jordbruksverket, senare som chefsarkitekt.  
Peltonen utformade under 1920- och 1930-talen ett stort antal bostads- och kontorshus i Helsingfors, särskilt i Bortre Tölö. Han arbetade i många projekt med byggmästaren Lauri Reitz.

## Byggnader i urval
- Torkelsbacken, bostäder, Berghäll, Helsingfors, 1926–28
- Asunto Oy, Lappviksgatan 23, Helsingfors, 1929
- Fältskärsgatan 3, 5,7, 9/Sandelsgatan 10, hyreshus, Bortre Tölö, Helsingfors, 1933
- Asunto Oy, Kulmalinna, Topeliuksgatan 1/Artillerigatan 13/Runebergsgatan 46, Bortre Tölö, Helsingfors, 1937
- Hesperiagatan 22/Runebergsgatan/Apollongatan 23, Bortre Tölö, Helsingfors
- Parkstads skola, Pojkbytingsvägen 2, Helsingfors, 1930

## Bilder

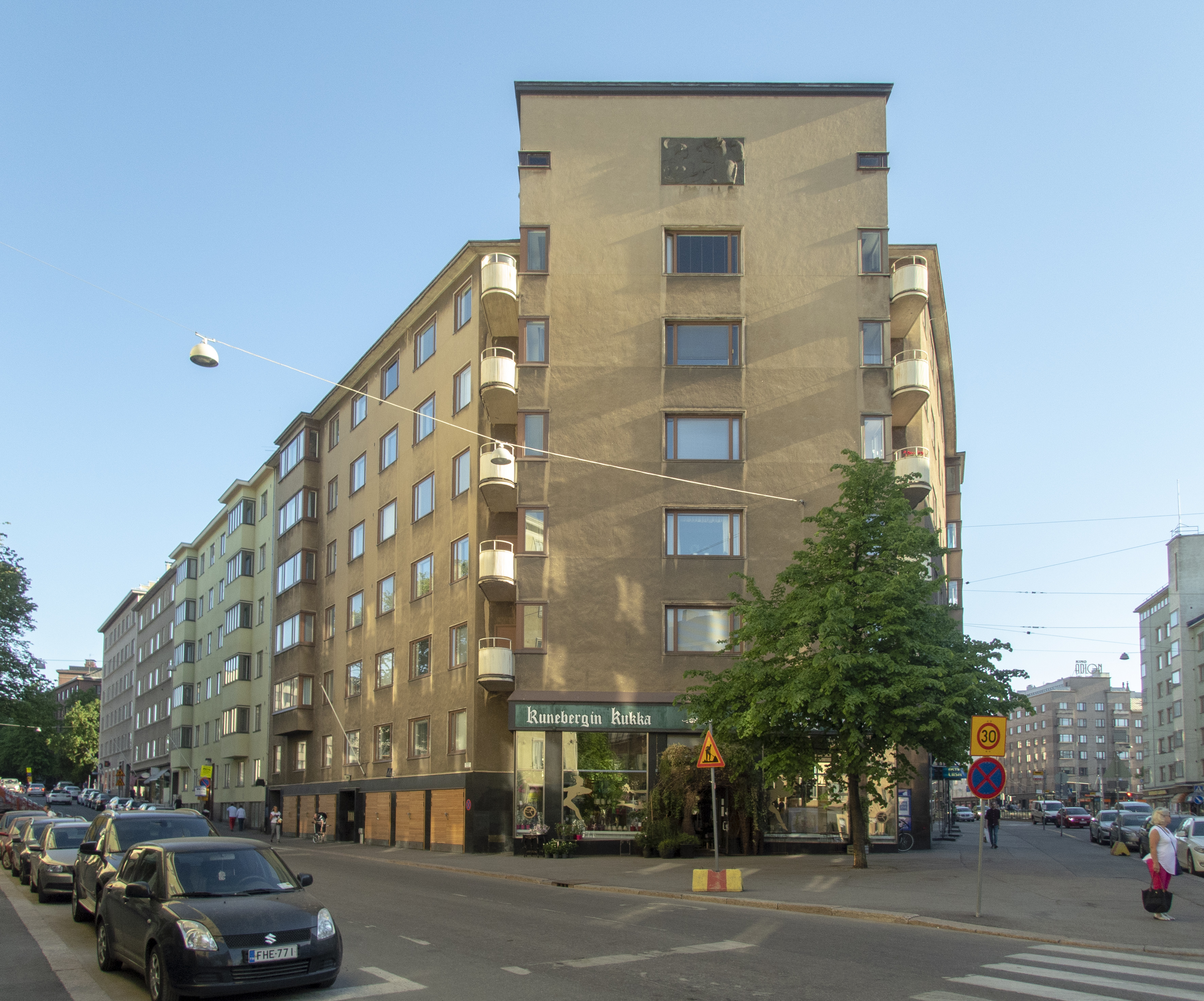
Runebergsgatan 59/Töölögatan 36
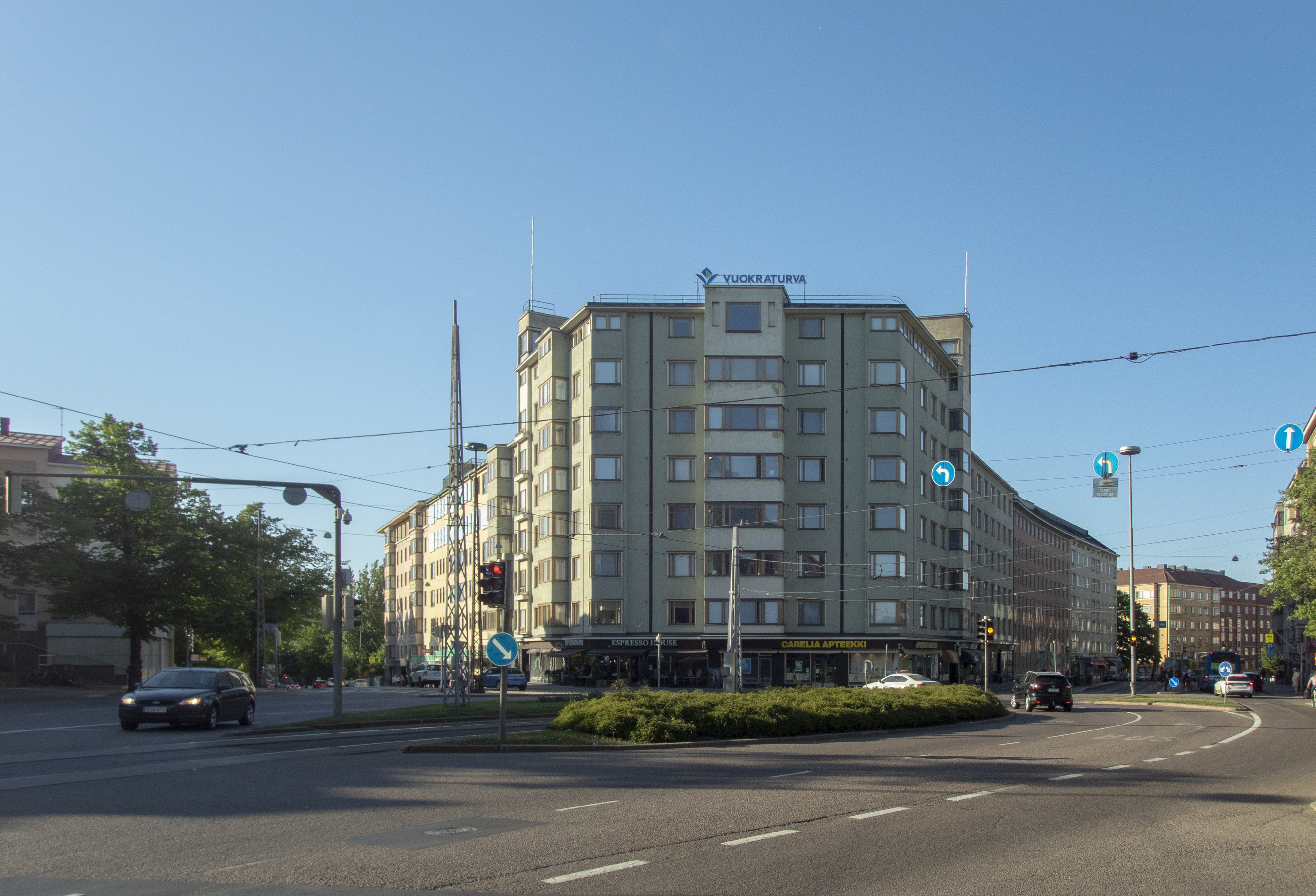
Runebergsgatan 46. Topeliusgatan 1
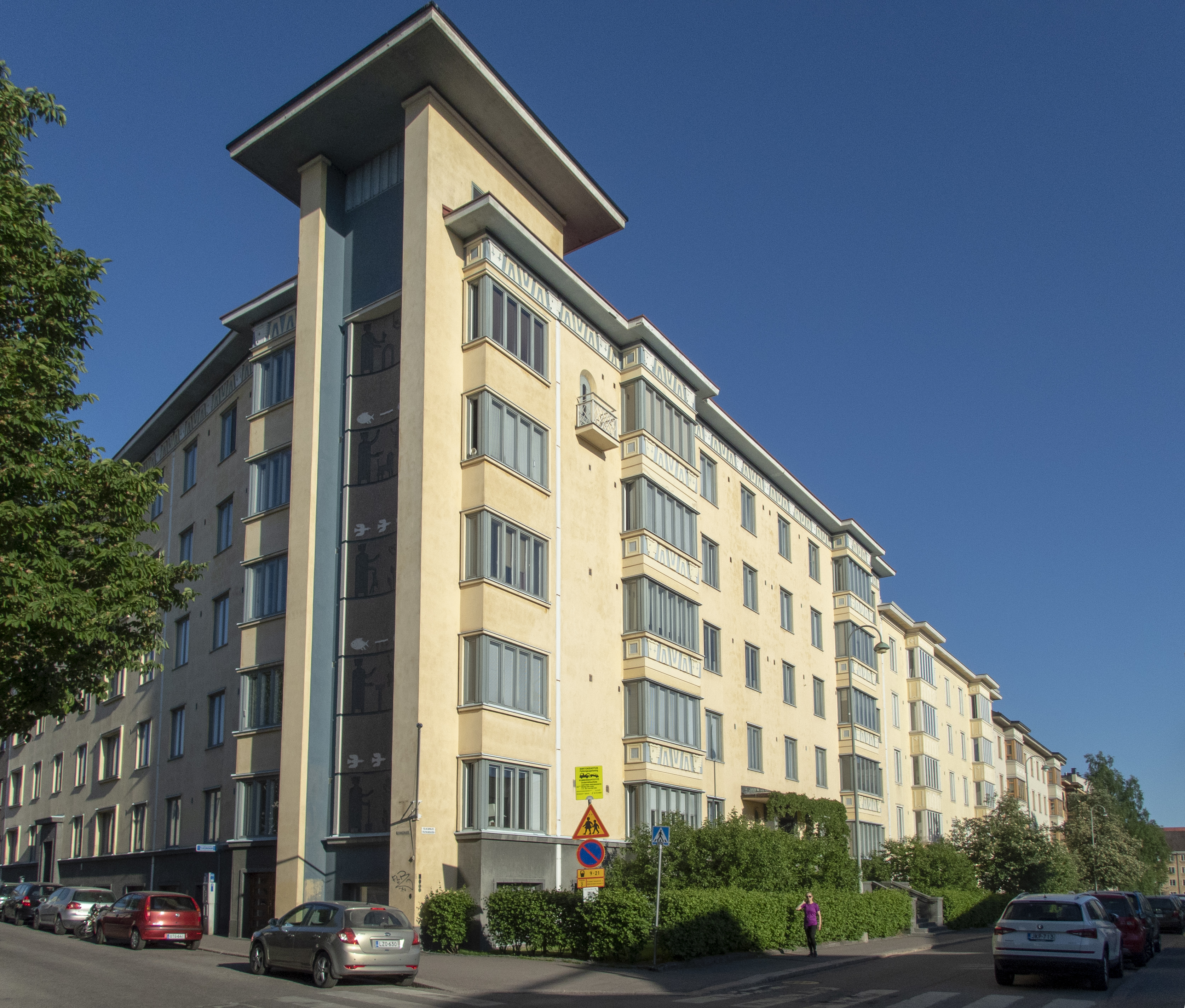
Fältskärsgatan 9, Sandelsgatan 10
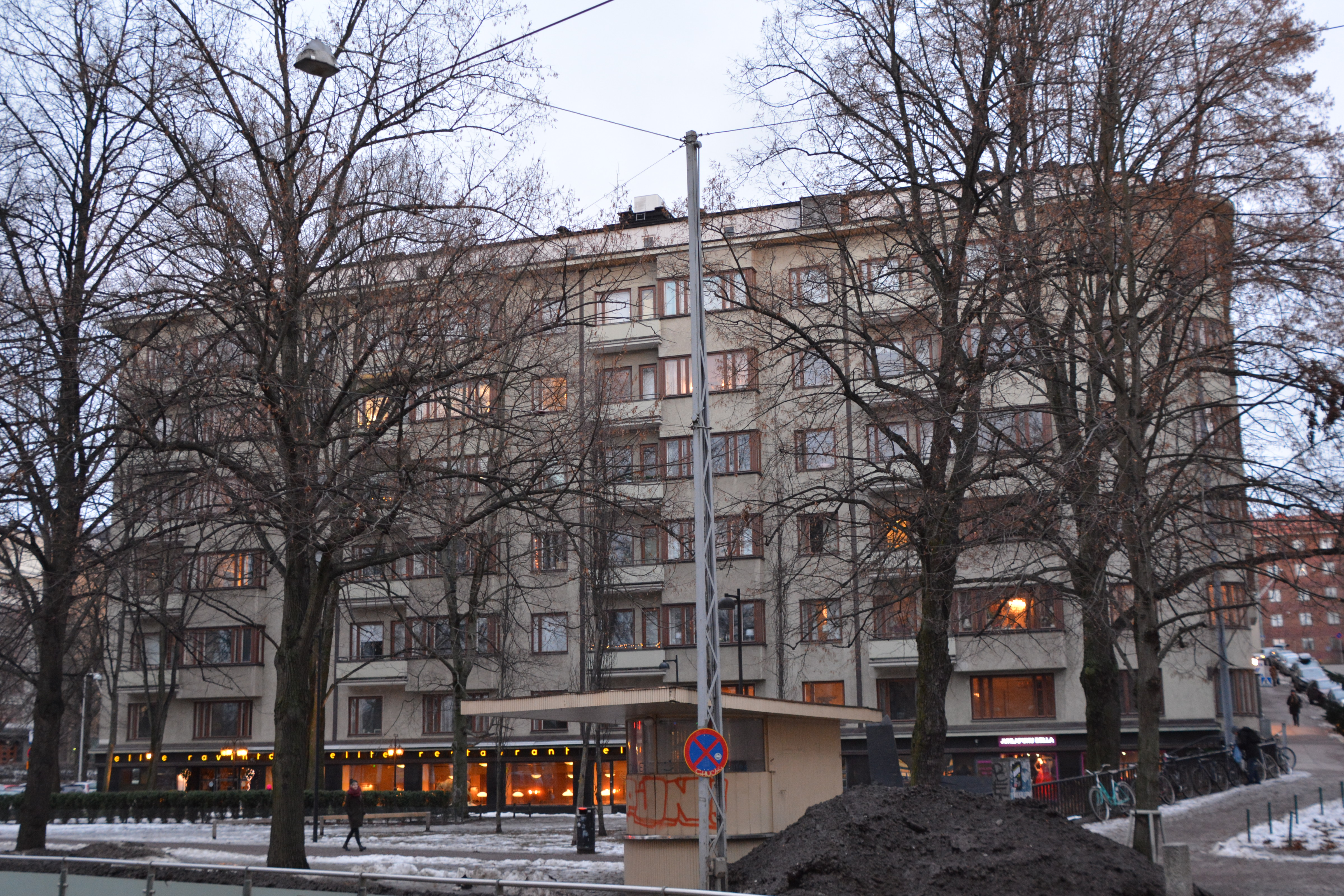
Hesperiagatan 22/Apollogatan 23